# مسئله سه جسم (فیلم)
مسئله سه جسم (به چینی: 三体) (به انگلیسی: The Three-Body Problem) یک فیلم سه‌بعدی علمی تخیلی چینی اکران نشده‌است. این فیلم اقتباسی از رمانی با همین نام از لیو سیشین است. کارگردانی این فیلم بر عهده ژانگ فن فن بود بازیگرانی مانند فنگ شائوفنگ و ژانگ جینگچو در آن به ایفای نقش پرداخته‌اند.